# Juomulampi (norra)
Juomulampi (norra) och Juomulampi (södra), eller Juomulammit är sjöar i Finland. De ligger i kommunen Rovaniemi i landskapet Lappland, i den norra delen av landet, 700 km norr om huvudstaden Helsingfors. Juomulampi ligger 145,4 meter över havet. Arean är 7,5 hektar och strandlinjen är 1,26 kilometer lång. Sjön  ingår i Kemi älvs huvudavrinningsområde. 